# NHK 금요드라마
금요드라마는 NHK 종합 TV이 편성했다 연속 TV 드라마이다.

## 방송 작품
- 6 다다미 일실 일가 6인
- 마마의 전근
- 칼 한개~꿈, 보고 있습니까
- 혼활 이활
- 츠레가 우울증에 걸려서
- 스포트라이트
- 파견의 오스칼~소녀만화에 사랑을 담아
- 행렬48시간
- 시스터